# Трынтово
Трынтово — деревня в Печорском районе Псковской области России. Входит в состав сельского поселения «Новоизборская волость».
Расположена в 9 км к западу от волостного центра, деревни Новый Изборск.

## Население
Численность населения деревни на конец 2000 года составляла 23 жителя.
| 2000 | 2001 | 2002 | 2010 |
| ---- | ---- | ---- | ---- |
| 23   | →23  | ↗25  | ↘16  |